# K 1840

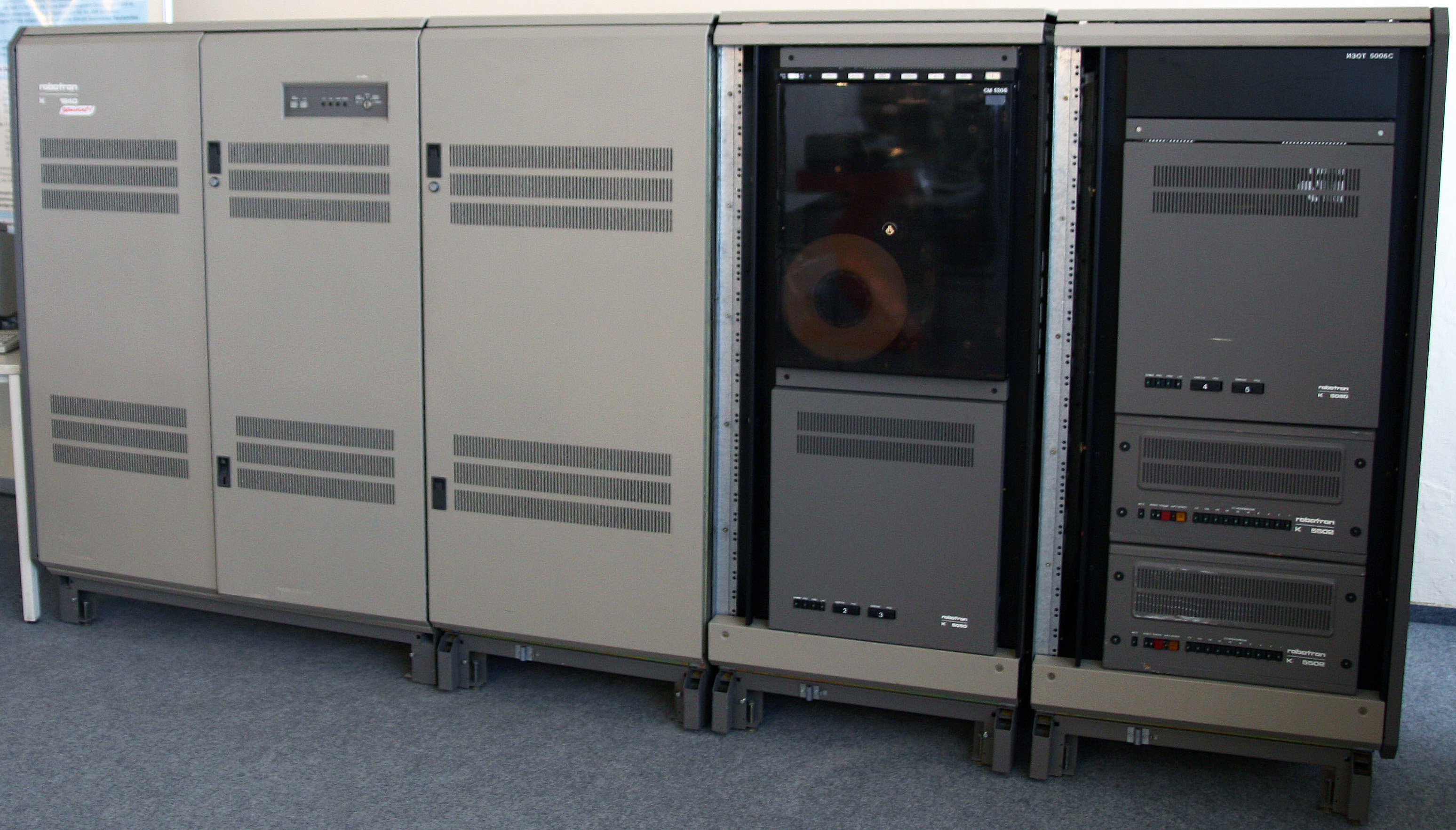
Robotron RVS K 1840 in den Technischen Sammlungen Dresden

Der K 1840 (SKR-Chiffre CM 1710) war ein Superminicomputer aus der DDR. Seine genaue Bezeichnung lautet RVS (Rechnersystem mit virtuellem Speicher) K 1840.
Er wurde ab August 1985 im VEB Robotron-Elektronik Dresden in Dresden entwickelt und 1988 in die Serienproduktion eingeführt.

## Entwicklung
Der K 1840 hatte als Vorbild die VAX 11/780 der Firma Digital Equipment Corporation (DEC). Der Export westlicher 32-Bit-Superminicomputer in das Gebiet des RGW (Comecon) wurde durch das CoCom-Technologieembargo verboten. Deshalb musste eine Eigenentwicklung zur Deckung des Bedarfs an moderner, auf einer 32-Bit-Architektur basierender CAD-Rechentechnik erfolgen.
Der K 1840 war der erste in der DDR gebaute 32-Bit-Computer der DEC-VAX-kompatiblen Rechnerlinie M 32 im System der Kleinrechner (SKR) der früheren Länder des RGW. Nachbauten der VAX-11/7xx Rechner sind ebenfalls aus der ČSSR (CM 5152), Ungarn (TPA-11/540, 560 und 580), Rumänien (CORAL 8730) und der Sowjetunion (CM 1700) bekannt.
Die diesem Rechnersystem zugrunde liegende Architektur sowie moderne Betriebssysteme verbanden bisherige Großrechnerfunktionen – wie virtuelle Speicherverwaltung, Stapel- und Mehrnutzeranwendungen – mit den Eigenschaften und der Flexibilität von Kleinrechnern wie zum Beispiel: Echtzeitverhalten, interaktive Datenverarbeitung, nutzerfreundliche Befehlssprachen sowie Zusatzeinrichtungen zur Beschleunigung von Gleitkommaoperationen.
Der K 1840 hatte eine maximale Rechengeschwindigkeit von 1,1 MIPS und konnte dabei auf einen Hauptspeicher von max. 16 MB (4 GB virtuell) zugreifen. Als Schaltkreisbasis wurden ICs der Schottky-TTL-Serie verwendet.
Die Erstinbetriebnahme eines Labormusters mit den wesentlichen Rechnerkernkomponenten erfolgte im April 1987. Bis September 1987 wurden weitere 5 Funktionsmuster gebaut. Im Oktober 1987 wurde der neue Rechner der Öffentlichkeit präsentiert und mit dem Nationalpreis der DDR I. Klasse sowie auf der Leipziger Frühjahrsmesse 1988 mit Messegold ausgezeichnet. Die Serienproduktion begann im Juni 1988. Vom K 1840 wurden bis 1990 217 Anlagen zum Preis von je 1,9 Mio. Mark ausgeliefert.
Bei der Entwicklung des K 1840 wurde bereits sein Nachfolger K 1845 (entsprechend VAX 11/785) konzipiert. Entwicklungsschwerpunkt beim K 1845 war in Ergänzung zum K 1840 vor allem eine Baugruppe für die Realisierung der Mehrmaschinenfähigkeit mit den entsprechenden Betriebssystembestandteilen. Die Konzeption wurde parallel zum K 1840 bereits Mitte 1987 erstellt. Die Entwicklung des K 1845 begann Ende 1987 als eigenständiges Fortführungsthema. Der K 1845 wurde auf der Leipziger Frühjahrsmesse 1990 der Öffentlichkeit präsentiert. Er besaß mit maximal 64 MByte eine größere Hauptspeicherkapazität und konnte über eine größere Anzahl von Busadaptern und Controllern als sein Vorgänger verfügen. Vom K 1845 wurden 20 Muster gebaut.
Darüber hinaus wurde als Nachfolger der K 1850 (entsprechend dem Vorbild VAX 8000) mit einer Leistung von 6 MIPS mit max. 128 MB Hauptspeicher unter Verwendung von ECL-Gate-Arrays mit Produktionseinführung im Jahr 1993 geplant.
Unter der Bezeichnung K 1820 wurde von Robotron ein Nachbau der MicroVAX II entwickelt. Der K 1820 erweiterte die Reihe der VAX-kompatiblen Rechnerlinie im SKR, wobei die Modelle des K 1820 etwa 90 % der Leistung des K 1840 erreichten. Der K 1820 war voll softwarekompatibel zum K 1840, so dass bereits entwickelte System- und Anwendersoftware genutzt werden konnte. Ab 1995 war eine Fortführung dieser Linie als K 1830 (analog MicroVAX III) auf Basis einer CMOS-Mikroprozessorsystems U80900 geplant.
Mitte 1990 wurde die Produktion des K 1840/1845 eingestellt und alle Entwicklungsarbeiten abgebrochen, da eine wirtschaftliche Verwertung unter den neuen marktwirtschaftlichen Bedingungen nach der Währungs-, Wirtschafts- und Sozialunion und dem Wegbrechen traditioneller Märkte in der Sowjetunion und in Osteuropa nicht mehr gegeben war.
Vom K 1840 befinden sich je ein Exemplar in den Technischen Sammlungen Dresden, im Konrad-Zuse-Computermuseum in Hoyerswerda, im „Rechenwerk“ Computer- & Technikmuseum Halle sowie im Computer History Museum in Mountain View, Kalifornien, USA.

## Hardware

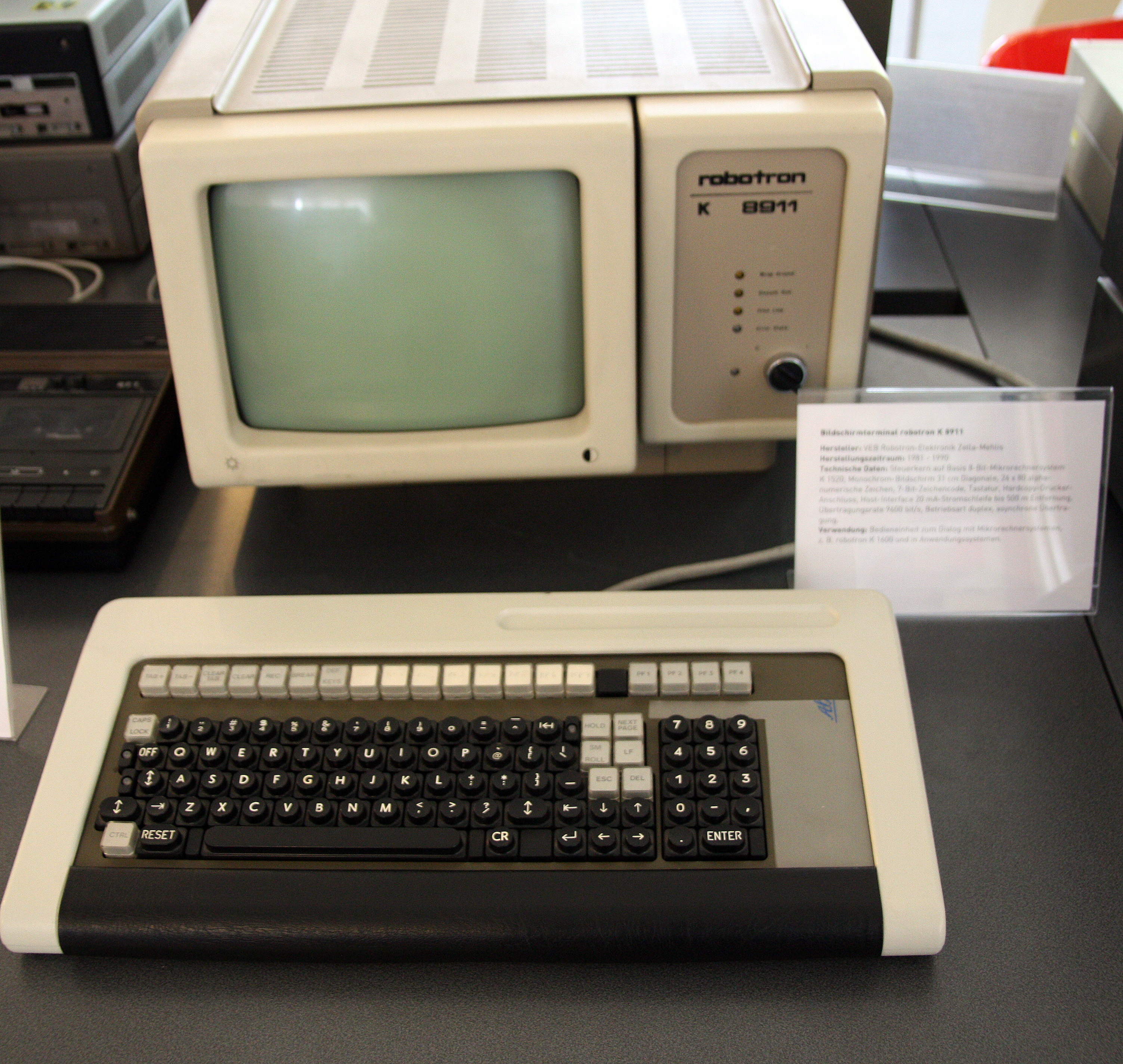
Alphanumerisches Terminal K 8911

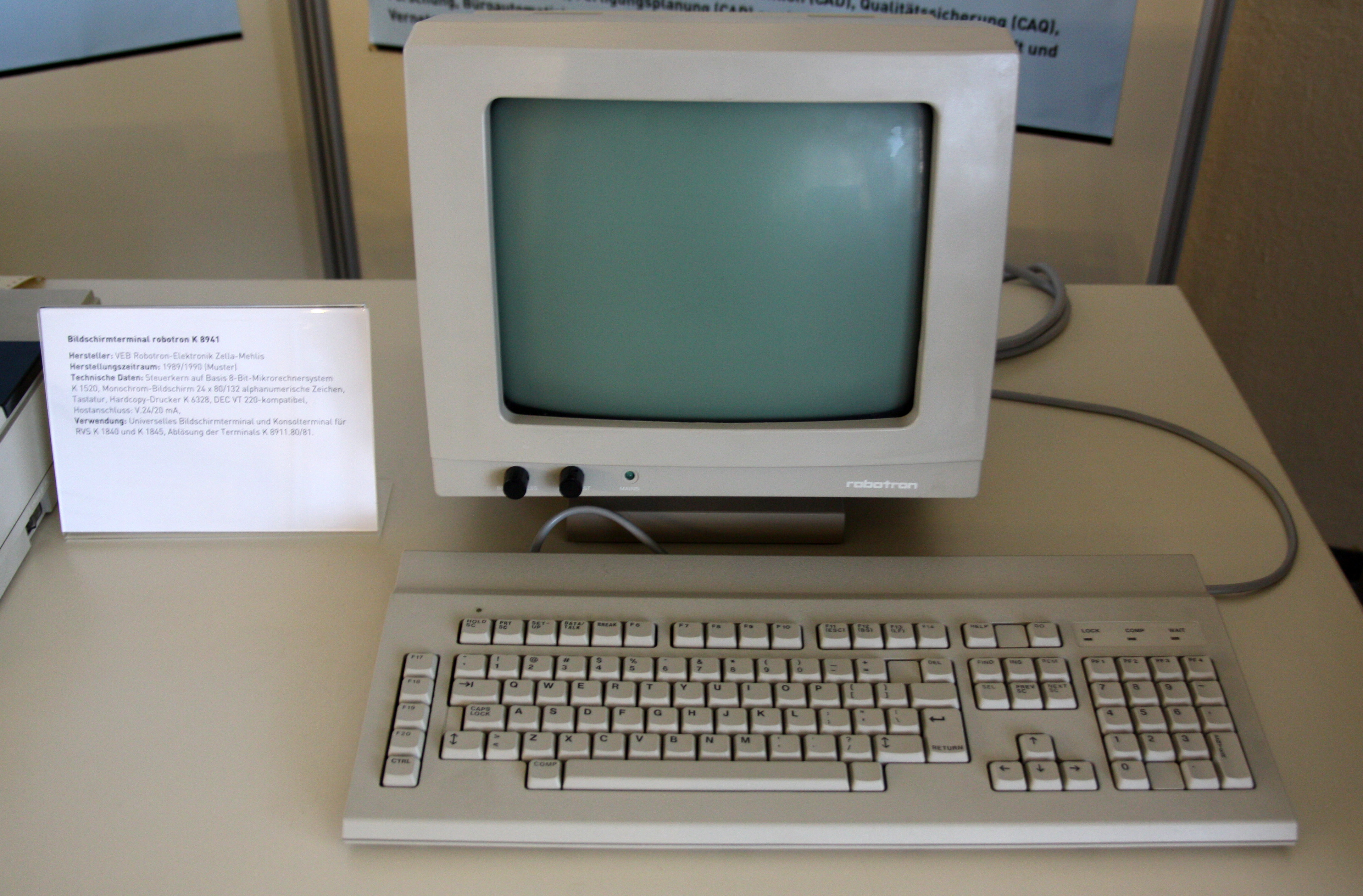
VT220-kompatibles Terminal K 8941

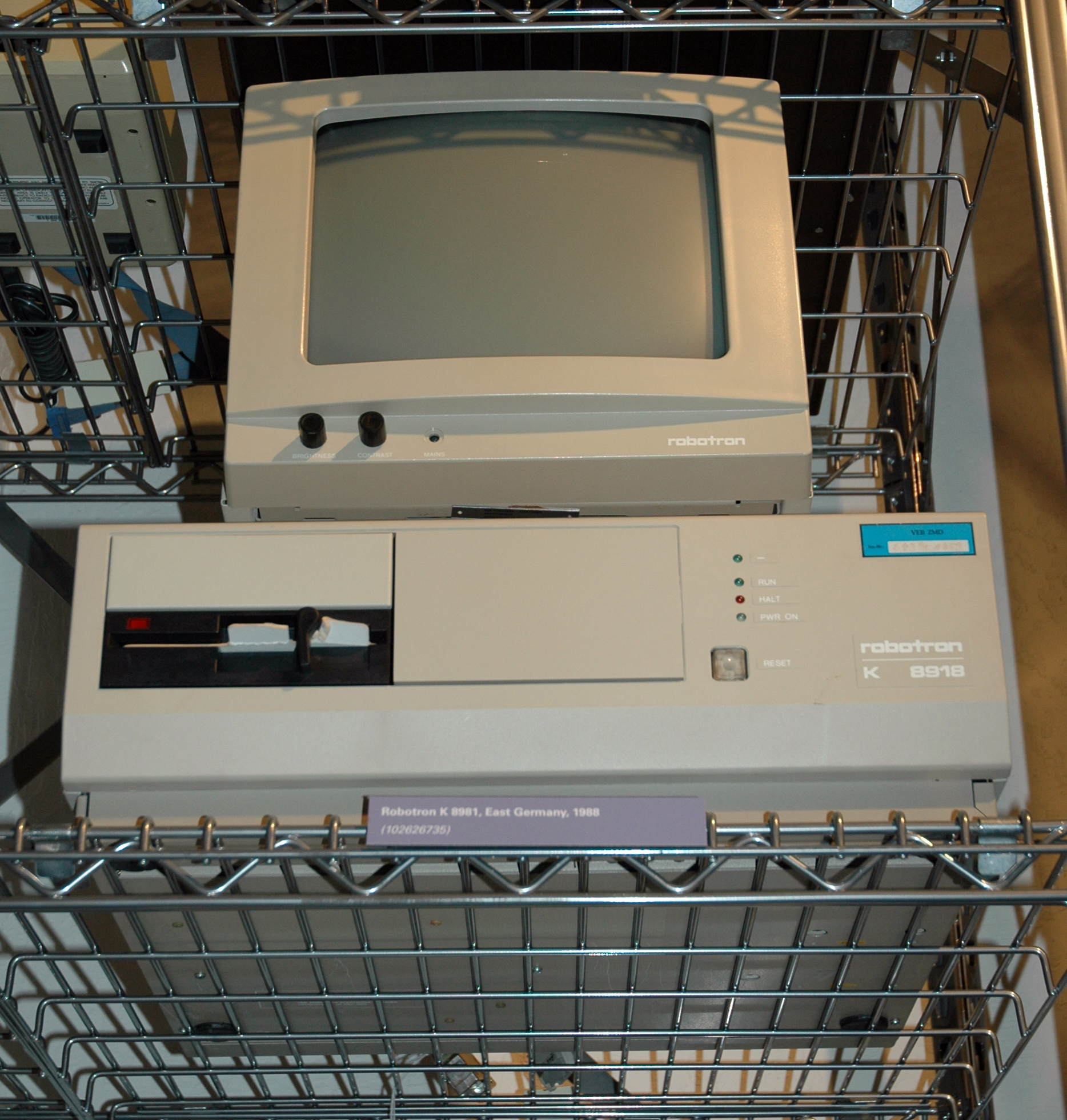
Interaktives grafisches Terminal K 8918 im Computer History Museum

Der K 1840 wurde in einem 19″ Schranksystem, bestehend aus drei Schränken, hergestellt.
Schrank 1 (K 0681) wurde mit folgenden Hauptbaugruppen bestückt, die über den Internen Synchronbus (ISB) verbunden waren:
- Zentrale Verarbeitungseinheit CPU K 2810
- Konsolensubsystem KSS K 2811
- Gleitkommabeschleuniger FPA K 2812
- Hauptspeicher MEM K 3581.10 und Speichererweiterung MEME K 3581.11
- SKRBUS[7]-Adapter SBA K 2815
- MSBUS[8]-Adapter MBA K 2816
- Stromversorgungsbaugruppe mit Lüftern

Im Schrank 2.1 (K 0682) konnten zwei Einschübe SBE K 0685 zur Aufnahme von bis zu 44 weiteren SKRBUS-Kontrollern eingebaut werden, wie zum Beispiel:
- Multifunktions-Kommunikationskontroller AMF18 K 8081 (V.24, IFSS, IFSP, Centronics) und
- Lokalnetzkontroller RONAS K 8681 (ROLANET2 / Ethernet).

Der Schrank 2.2 stand als Geräteschrank in 3 Ausführungsvarianten zur Aufnahme von Speichergeräten zur Verfügung:
- Festplattenspeicher K 5502 (124 MB große Winchester-Festplatte für Betriebssystem, Zugriffszeit 52 ms, Übertragungsrate 806 kB/s)
- Wechselfestplattenspeicher WPS CM 5416 (174 MB, Hersteller: ISOT, Bulgarien, Zugriffszeit 30 ms, Übertragungsrate 806 kB/s)
- Magnetbandgerät CM 5306 (0,5″-Magnetbänder bis zu 40 MB, Hersteller: ISOT, Bulgarien)

Als periphere Geräte wurden angeboten:
- alphanumerisches Terminal K 8911.80 über IFFS, K 8911.81 über V.24
- VT220-kompatibles Terminal K 8941 über V.24
- interaktives grafisches Terminal K 8918 (auf Basis A 7150, Auflösung 680 × 480 Pixel, Anschluss über IFSS, V.24 oder DNÜ K 8172)
- Nadeldrucker K 6313/14
- Nadeldrucker K 6328, kompatibel zum DEC Letterprinter 100 (LA100)
- Trommeldrucker VT 27000 und Banddrucker VT 23000 (Hersteller: Videoton, VR Ungarn)
- Plotter K 6411 (A2-Flachbett-Stiftplotter)
- Digitalisiergerät K 6404.20 (Grafiktablett mit Lupe und Stift im Format DIN A0)
- Datenübertragungseinrichtung DNÜ K 8172 (Übertragungsrate bis 19200 Bit/s, Reichweite bis max. 30 km)
- Modem VM 2400 (bis 2400 Bit/s, Datenübertragung über öffentliche Fernsprechnetze)
- Modem TAM 1200 (1200 Bit/s, Hersteller: Telefongyar, Ungarn)

## Zusatzhardware K 1845
Der K 1845 stellt eine Weiterentwicklung des K 1840 dar, so dass die oben genannten Hauptbaugruppen des K 1840 weiterhin eingesetzt wurden. Die Leistungssteigerung wurde mit folgenden zusätzlichen Baugruppen erzielt:
- Hauptspeicher MEM K 3581.20 und Speichererweiterung MEME K 3581.21 mit bis 64 MByte Speicherkapazität
- Hochgeschwindigkeits-Interface-Adapter HIA K 2817 (Schnittstelle für Mehrrechnerverbund)
- Hochgeschwindigkeits-Interface-Verteiler HIV K 4181 (Verteiler für maximal 16 Knoten)
- DMA-Interface-Kontroller AR16W K 6081 zum Anschluss von peripheren Geräten
- Prozess-Kontroller ATP18 K 9081 zur Einbindung als Leitrechner in der Prozessautomatisierung
- ROLANET1-Kontroller LNC1S K 8626 zum Anschluss ans ROLANET1-LAN
- Kommunikationskontroller KMS16 K 8082 zur Realisierung eine X.25 Schnittstelle
- SKRBUS-Tester SET K 4285 für Tests bei Inbetriebnahme und Prüfung des SKRBUS-Interfaces

## Betriebssysteme/Software
Als Betriebssysteme waren das VMS-kompatible SVP1800 und das UNIX-kompatible MUTOS1800 entwickelt worden. Für den K 1840 waren Compiler für Programmiersprachen C, MODULA-2, FORTRAN77/88 sowie für COBOL, LISP, PROLOG und ADA verfügbar. Es wurden zahlreiche Anwendungsprogramme für den K 1840 adaptiert, zum Beispiel die CAD-Software PROCAD (Vorbild: MEDUSA) oder GBS1800 (3D-CAD auf Basis GKS1800) sowie Datenbanksoftware DABA 32 (Ingres-kompatibel) oder ALLDBS (Vorbild: Oracle).

## Nachfolger
Eine deutliche Leistungssteigerung sollte mit dem Übergang zu ECL-Schaltkreistechnik erreicht werden. Nachfolgend zu den K 1840/1845 wurde ein Modell K 1850 nach Vorbild der VAX 8800 mit dem Ziel einer Produktionseinführung 1993 geplant. Der K 1850 sollte auf einem ECL-Gate-Arraysystem basieren und als Einprozessorsystem im Leistungsbereich bis 6 MIPS mit max. 128 MB Hauptspeicher (unter Einsatz von 1-MBit-DRAM-ICs) realisiert werden. Die Bussysteme der K 1840/K 1845 sollten weiter verwendet werden, damit eine Weiternutzung der Controller und Peripherie dieser Vorgänger im E/A-System möglich war. Voraussetzung für die Erreichung dieser Leistungs- und Terminziele war der Aufbau einer ECL-Schaltkreislinie in der DDR. Hierzu wurden im VEB Halbleiterwerk Frankfurt (Oder) ein ECL-Gate-Array-System vom Typ D600/D1200 entwickelt.